# Diputación Provincial de Burgos
La Diputación Provincial de Burgos es la institución a la que corresponde el Gobierno y la administración de la provincia de Burgos, en España.

Una de sus funciones fundamentales es colaborar en la gestión de la actividad municipal.

## Composición
Integran la Diputación Provincial, como órganos de Gobierno de la misma, el Presidente, los Vicepresidentes, la Junta de Gobierno y el Pleno, formado por 25 diputados.
El presidente actual de la Diputación Provincial de Burgos, desde 2023, es Borja Suárez Pedrosa.
| Actual distribución de la Diputación tras las elecciones municipales de 2023 | Actual distribución de la Diputación tras las elecciones municipales de 2023 | Actual distribución de la Diputación tras las elecciones municipales de 2023 | Actual distribución de la Diputación tras las elecciones municipales de 2023 | Actual distribución de la Diputación tras las elecciones municipales de 2023 |
| Partido político                                                             | Votos                                                                        | %                                                                            | Diputados                                                                    |                                                                              |
| ---------------------------------------------------------------------------- | ---------------------------------------------------------------------------- | ---------------------------------------------------------------------------- | ---------------------------------------------------------------------------- | ---------------------------------------------------------------------------- |
| Partido Popular de Castilla y León (PPCyL)                                   | 63.430                                                                       | 35,52%                                                                       | 13                                                                           |                                                                              |
| Partido Socialista de Castilla y León (PSOECyL)                              | 55.544                                                                       | 31,11%                                                                       | 9                                                                            |                                                                              |
| Vox (VOX)                                                                    | 16.380                                                                       | 9,17%                                                                        | 2                                                                            |                                                                              |
| Sentir Aranda (SA)                                                           | 4.118                                                                        | 2,30%                                                                        | 1                                                                            |                                                                              |

### Distribución de escaños por partidos judiciales
| Partido judicial                            |    |   |   | SA | Diputados |
| ------------------------------------------- | -- | - | - | -- | --------- |
| Aranda de Duero                             | 1  | 1 |   | 1  | 3         |
| Briviesca                                   | 1  |   |   |    | 1         |
| Burgos                                      | 7  | 6 | 2 |    | 15        |
| Lerma                                       | 1  |   |   |    | 1         |
| Miranda de Ebro                             | 1  | 2 |   |    | 3         |
| Salas de los Infantes                       | 1  |   |   |    | 1         |
| Villarcayo de Merindad de Castilla la Vieja | 1  |   |   |    | 1         |
| Total                                       | 13 | 9 | 2 | 1  | 25        |

## Presidentes
El 14 de enero de 1924, el Directorio Militar y como jefe del Gobierno, presenta a Su Majestad el Rey Alfonso XIII para su sanción, el decreto de disolución de las Diputaciones.
En sesión celebrada en Diputación el día 24 de mayo de 1933, y en votación por papeletas, es nombrado presidente con seis votos, Domingo del Palacio. Julio de la Puente Careaga, finaliza su mandato en febrero de 1946. Le sustituye 
Honorato Martín-Cobos Lagüera el 26 de febrero de 1946, hasta 8 de noviembre de 1953 en que cesa, para ocupar el cargo de gobernador civil de las Islas Baleares. El 10 de diciembre de 1953, es nombrado presidente Manuel Fernández-Villa y Dorbe. Siendo sustituido en el cargo por José Carazo Calleja,
Fernando Dancausa ocupa el cargo desde el 27 de abril de 1960 hasta 1965 cuando tras el fallecimiento de Honorato Martín-Cobos fue nombrado Alcalde de Burgos.
En 1977 preside la Diputación, Pedro Carazo Carnicero que presenta su dimisión para presentarse a las Elecciones generales de España de 1977, siendo sustituido por Joaquín Ocio Cristóbal quien ocuparía el cargo hasta el 5 de abril de 1979.
Entre 1991 y 2011 ha sido presidente de la institución provincial Vicente Orden Vigara, perteneciente al Partido Popular. Entre 24 de junio de 2011 y 11 de julio de 2023 la presidencia recayó en César Rico Ruiz, del mismo partido político Desde el 11 de julio de 2023 la Diputación es presidida por Borja Suárez Pedrosa cargo que ocupa en la actualidad.

## Sede

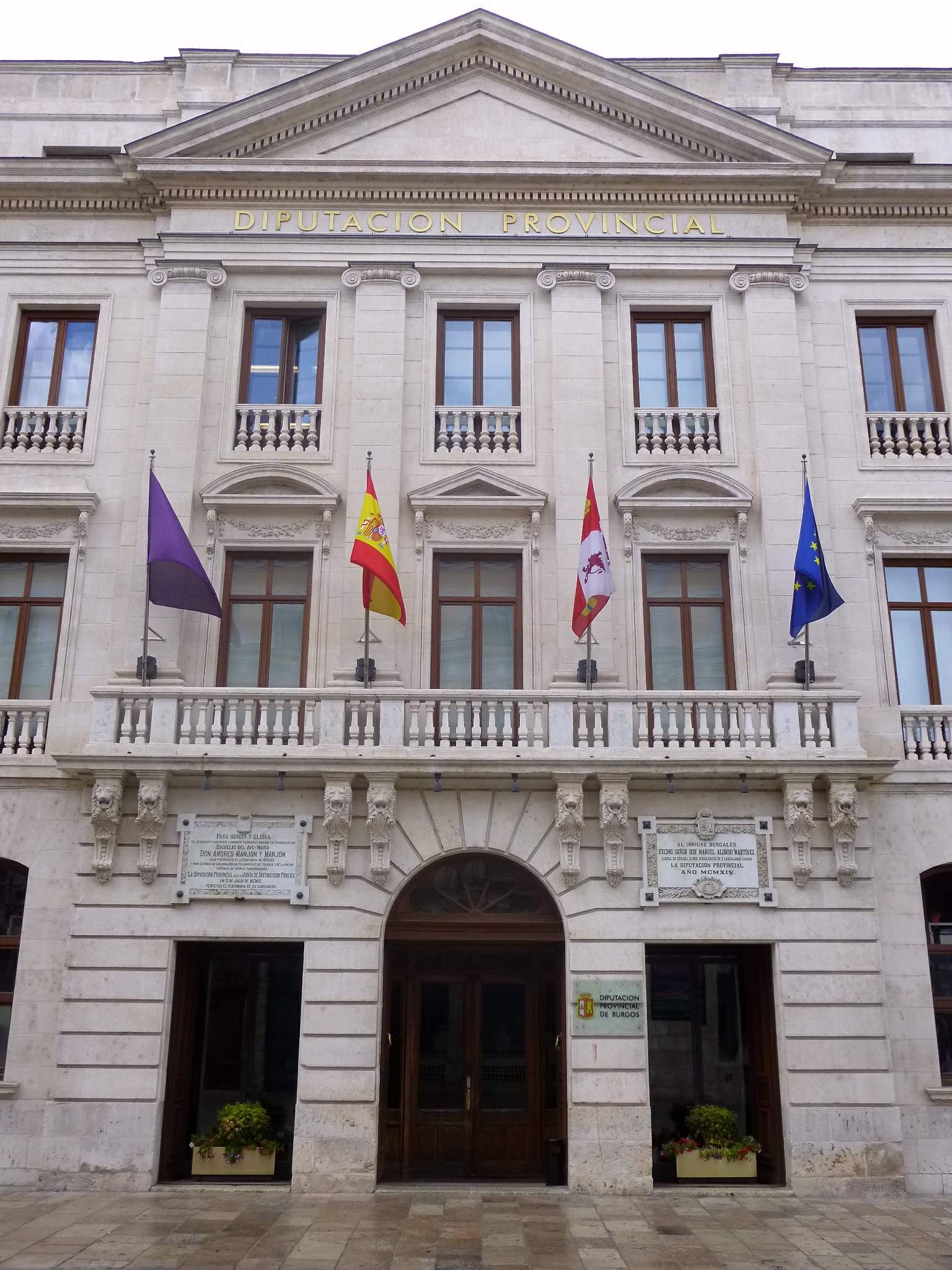
El Palacio Provincial, sede de la Diputación de Burgos

La Diputación de Burgos tiene como sede principal el Palacio Provincial, situado en el Paseo del Espolón de la ciudad de Burgos. El edificio ocupa el solar de la antigua cárcel de Carlos III y fue diseñado por los arquitectos burgaleses Luis Villanueva y Ángel Calleja. Construido entre 1864 y 1869, durante el reinado de Isabel II, sigue la tradición clasicista y la monumentalidad palaciega, propias del periodo. La fábrica se realizó con piedra de Hontoria de la Cantera. Es de planta rectangular y presenta cuatro fachadas con motivos clasicistas, la principal al Paseo del Espolón y la trasera a la Plaza de Santo Domingo de Guzmán. En su interior destaca la escalera imperial iluminada por claraboya, así como la decoración con lienzos de artistas burgaleses como Vela Zanetti o Marceliano Santa María.